# Rumer Willis
Rumer Glenn Willis (sinh ngày 16 tháng 8 năm 1988) là một nữ diễn viên, ca sĩ người Mỹ. Cô là con gái cả của các diễn viên Bruce Willis và Demi Moore. Willis giành chiến thắng mùa 20 của Dancing with the Stars. Cô tiếp tục ra mắt Broadway trong Chicago trong vai Roxie Hart vào ngày 21 tháng 9 năm 2015. Gần đây cô đã có một vai trò định kỳ trong mùa 3 của FOX nhạc kịch Empire  và trở thành một loạt thường xuyên trong mùa thứ tư của nó.

## Thời thơ ấu
Cô sinh ra ở Paducah, Kentucky, trong khi cha cô, Bruce Willis, đang quay phim In Country. Cô được đặt theo tên tác giả người Anh Rumer Godden. Mẹ cô, diễn viên Demi Moore, thuê một người quay video mẹ con cô lúc sinh.

## Danh sách phim

### Điện ảnh
| Năm  | Tên                          | Vai              | Ghi chú |
| ---- | ---------------------------- | ---------------- | ------- |
| 1995 | Now and Then                 | Angela Albertson |         |
| 1996 | Striptease                   | Angela Grant     |         |
| 2000 | The Whole Nine Yards         |                  |         |
| 2005 | Hostage                      | Amanda Talley    |         |
| 2008 | From Within                  | Natalie          |         |
| 2008 | The House Bunny              | Joanne           |         |
| 2008 | Streak                       | Drea             |         |
| 2008 | Whore                        |                  |         |
| 2009 | Wild Cherry                  | Katelyn Chase    |         |
| 2009 | Sorority Row                 | Ellie Morris     |         |
| 2012 | Six Letter Word              | Zoe              |         |
| 2012 | The Diary of Preston Plummer | Kate Cather      |         |
| 2013 | The Ganzfeld Experiment      | Lucky            |         |
| 2013 | The Odd Way Home             | Maya             |         |
| 2014 | Return to Sender             |                  |         |
| 2014 | There's Always Woodstock     | Emily            |         |
| 2015 | The Escort                   | Dana             |         |
| 2017 | Hello Again                  |                  |         |
| 2018 | The Bombing                  |                  |         |
| 2018 | Woman on the Edge            | Susan            |         |